# Esgrima als Jocs Olímpics d'estiu de 1900

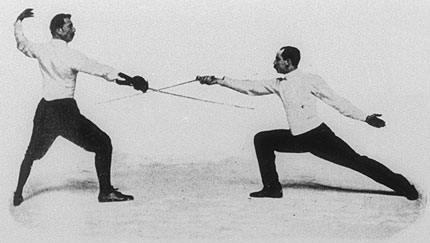
Italo Santelli (esquerra) i Jean-Baptiste Mimiague competint en floret professional.

Als Jocs Olímpics d'Estiu de 1900 es disputaren set proves d'esgrima. Hi van prendre part tiradors de 19 nacions. La competició d'esgrima es disputà entre el 14 de maig i el 27 de juny.

## Resum de medalles
| Prova                               | Or                    | Argent               | Bronze                   |
| Espasa detalls                      | Ramón Fonst           | Louis Perrée         | Léon Sée                 |
| Espasa professional detalls         | Albert Robert Ayat    | Émile Bougnol        | Henri Laurent            |
| Espasa amateur-professional detalls | Albert Robert Ayat    | Ramón Fonst          | Léon Sée                 |
| Floret detalls                      | Émile Coste           | Henri Masson         | Marcel Jacques Boulenger |
| Floret professional detalls         | Lucien Mérignac       | Alphonse Kirchhoffer | Jean-Baptiste Mimiague   |
| Sabre detalls                       | Georges de la Falaise | Léon Thiébaut        | Siegfried Flesch         |
| Sabre professional detalls          | Antonio Conte         | Italo Santelli       | Milan Neralić            |

## Nacions participants
Un total de 276 tiradors, representants de 19 nacions (incloses tres nacions no reconegudes pel COI) van predre part als Jocs Olímpics de París.
| - Alemanya. 2 - Argentina. 1 - Àustria. 9 - Bèlgica. 5 - Cuba. 1 - Dinamarca. 1 - Espanya. 1 | - Estats Units. 2 - França. 224 - Haití. 1 – Participació no reconeguda pel COI. - Hongria. 7 - Iran. 1 – Participació no reconeguda pel COI. - Itàlia. 12 | - Països Baixos. 1 - Perú. 1 – Participació no reconeguda pel COI. - Regne Unit. 1 - Rússia. 2 - Suècia. 1 - Suïssa. 3 |

## Medaller
| Posició | País    | Or | Argent | Bronze | Total |
| 1       | França  | 5  | 5      | 5      | 15    |
| 2       | Cuba    | 1  | 1      | 0      | 2     |
| 3       | Itàlia  | 1  | 1      | 0      | 2     |
| 4       | Àustria | 0  | 0      | 2      | 2     |